# Dysschema marginata
Dysschema marginata là một loài bướm đêm thuộc phân họ Arctiinae, họ Erebidae.